# تری کلنسی
تری کلنسی (انگلیسی: Terry Clancy؛ زادهٔ ۲ آوریل ۱۹۴۳) بازیکن هاکی روی یخ اهل کانادا بود.